# Nicolas-Maurice Dehousse
Pour les articles homonymes, voir Dehousse.
Nicolas Maurice Dehousse, né le 5 juillet 1930 à Vottem, une section de la ville belge de Herstal en Région wallonne et mort le 4 septembre 2012  à Uccle, en Région de Bruxelles-Capitale, était vice-recteur honoraire de l'Université de Liège et professeur à la faculté des sciences appliquées. Il était également un ingénieur civil des constructions, un ingénieur des constructions hydrauliques et hydrographiques, ainsi qu’un agrégé de l’enseignement supérieur de l’Université de Liège. De plus, il fut lauréat de nombreux prix scientifiques pour la qualité de ses innombrables ouvrages tels que le prix Empain en 1955, le prix Fernand Dewaele en 1980 et le prix Wetrems à l’Académie Royale de Belgique en 1984.

## Biographie
Fils de Jean-Joseph Dehousse, dessinateur technicien et de Marie Jeanne Hans. Nicolas Maurice Dehousse est né le 5 juillet 1930 à Vottem et décédé le 4 septembre 2012 à Uccle. Veuf en premières noces de Jeannine Scharmann, qui était secrétaire de direction et ensuite, veuf en secondes noces de Jeannine Malbrant, qui elle était pharmacienne. Il est désormais l’époux d’Albertine Petit, celle-ci travaille en tant qu’architecte. De plus, il est également le père de deux enfants : Isabelle, son ainée, née en 1961. Celle-ci est licenciée en informatique, ainsi que l’épouse d’Eric Vyncke, qui est un ingénieur civil en électronique. Et, Pierre Marie, son cadet, né en 1965. Celui-ci est régent en éducation physique.
Dès 1936, il entra à l’école primaire du Thier-à-Liège. De 1942 jusqu'en 1945, il intégra l’école moyenne Jonfosse en Latin-Mathématique où il sera diplômé avec grand succès, malgré l’interruption de ses études causée par la guerre en 1944. Ensuite en 1945, il rejoignit l’Athénée royal de la ville de Liège, de laquelle il sortit diplômé avec le plus grand fruit en 1948. Il reçut également de celle-ci, un prix en mathématique.  Après avoir obtenu son examen d’admission aux Études d’ingénieur civil à l’Université de Liège en 1948, Nicolas-Maurice Dehousse posa sa première candidature comme ingénieur civil et c’est en 1949 qu’il posa à nouveau sa candidature pour être ingénieur civil. De 1950 à 1953, il passa trois épreuves d’ingénieur civil des constructions, qu’il réussira avec succès. En 1953, il sortit  diplômé avec grande distinction comme ingénieur civil de l’Université de Liège,  ayant pour travail de fin d’étude : « Avant-projet de hall industriel couvert de coques cylindriques ». 
En 1953, il entra dans le service militaire en tant que candidat officier de réserve à l’École du Génie, à Jambes et ça n'est seulement qu’un an après, qu’il entra à la caserne Fonck à Liège où il sera nommé sous-Lieutenant de réserve du Génie, le 1er décembre 1954. 
De mars jusqu’en août 1955, il fut ingénieur aux laboratoires d’Essais du Génie Civil. Pendant cette même période, il fut lauréat du prix Empain pour sa participation à l’étude des voiles minces cylindriques. Durant presque un an, il séjourna au Saint Anthony Falls Hydraulics Laboratory de l'Université du Minnesota, aux États-Unis. 
C’est en juin 1956, qu’il obtint son diplôme, un master en science, avec sa thèse : «  An approximate Method for the  Computation of the Oscillations of the Water in the Surge Tanks » dont la traduction française signifie « Une méthode approximative pour le calcul des oscillations de l'eau dans les réservoirs tampons ». 
Nicolas Maurice Dehousse fut assistant de première catégorie, puis il devint répétiteur à l’Université de Liège, de 1956 à 1959. Entretemps, de 1957 jusqu’en 1958, il suivit des cours du grade complémentaire pour être ingénieur des constructions hydrauliques et hydrographiques. C’est en septembre 1958, qu’il fut diplômé Ingénieur des Constructions Hydrauliques et Hydrographiques, avec la plus grande distinction. Notamment avec son projet final : « Calcul d’une vanne cylindrique de barrage mobile ». De plus, Monsieur Nicolas Maurice Dehousse fut passionné de publications. Ainsi, il lança le journal de l'Université « Liège Université ».
De 1962 à 1965, il fut agrégé de Faculté des Sciences Appliquées, puis chargé de cours.
En 1965, il fut nommé professeur ordinaire.
En 1975, il est doyen de la faculté des Sciences Appliquée, réélu en 1976.
En 1977; il commence son premier mandat comme Vice Recteur de l'Université de Liège, mandat renouvelé en 1981.
En 1988, il est nommé Président général de l'Association des ingénieurs sortis de l'ULG (AILG).
En 1995, Monsieur Nicolas Maurice Dehousse accède à l'éméritat.
Il est inhumé au cimetière de Beaufays.

## Récompenses

### Distinctions scientifiques
- En 1955 : Lauréat du prix Empain, La Jeunesse Intellectuelle[3]
- En 1972 : Médaille d’Or de l’AILg (Association des Ingénieurs diplômés de l’Université de Liège).
- En 1980 : Prix Fernand Dewaele (FNRS : Fonds National de la Recherche Scientifique).
- En 1984 : Prix Wetrems (Académie Royale de Belgique).
- En 1988 : Professeur Honoris Causa de l’Université Polytechnique de Dalian en Chine.
- En 1994 : Docteur Honoris Cause de l’Institut des Constructions de Bucarest en Roumanie.

### Distinctions honorifiques étrangères
- En 1987 : Grande Croix de l’Ordre du Mérite de la République fédérale d’Allemagne[4].
- En 1993 : Médaille Theodomiro Santiago de la fondation brésilienne du même nom.
- En 1993 : Citoyen d’honneur de la ville d’Itajubá au Brésil.

### Décorations dans les ordres nationaux
- En 1972 : Officier de l’Ordre de Léopold II[4].
- En 1980 : Médaille Civique de Première Classe.
- En 1982 : Commandeur de l’Ordre de la Couronne.
- En 1992 : Grand Officier de l’Ordre de Léopold II.
- En 2000 : Grand Officier de l’Ordre de Léopold.

## Publications scientifiques
- Renkin Sualem- 1re Ingénieur du Roy. Édition CEBEDOC, décembre 1992. Par Julien (Dessin, scenario) et Dehousse., N.M (texte, idée).
- Construct 1980-2010. Édition BACAS, décembre 2010. Par Broucke., A et Dehousse., N.M[4].